# Salaon Toba
Salaon Toba is een bestuurslaag in het regentschap Samosir van de provincie Noord-Sumatra, Indonesië. Salaon Toba telt 756 inwoners (volkstelling 2010).